# Torpedo mackayana
Torpedo mackayana är en rockeart som beskrevs av Jan Metzelaar 1919. Torpedo mackayana ingår i släktet Torpedo och familjen darrockor. IUCN kategoriserar arten globalt som otillräckligt studerad. Inga underarter finns listade i Catalogue of Life.